# Don't Turn Around
«Don't Turn Around» — популярна пісня, написана Альбертом Хаммондом і Дайаном Ворреном. Спочатку її записала американська співачка Тіна Тернер і випустила як B-сторону до її хіта 1986 року «Typical Male». Відтоді вона була включена до збірного альбому Тернер The Collected Recordings: Sixties to Nineties (1994), а також у мюзиклі «Тіна» з 2018 року.
Кавер-версії пісні зробили численні виконавці, зокрема Лютер Інгрем у 1987 році, Aswad у 1988 році, Бонні Тайлер у 1988 році, Eyes у 1990 році, Ніл Даймонд у 1991 році, Ace of Base у 1993 році та Альберт Хаммонд у 2010 році.

## Версія Aswad
Британська реггі-група Aswad почула версію Лютера Інгрема та випустила кавер-версію 10 лютого 1988 року. У цій версії є зразки куплету з синглу The Righteous Brothers 1964 року «You've Lost That Lovin' Feelin'», а також елементи пісні, дуже схожі на елементи пісні Ерми Франклін 1967 року «Piece Of My Heart». Пісня була випущена як перший сингл з їхнього одинадцятого альбому Distant Thunder (1988) і посіла перше місце в чарті синглів Великобританії в березні 1988 року. Того ж року він також досяг 45 місця в Billboard Hot R&B/Hip-Hop Songs у США.

## Версія Ace of Base
У 1993 році шведська поп-група Ace of Base записала мінорну версію пісні «Don't Turn Around» для свого дебютного альбому в США The Sign (1993). Це було продовженням їх успішного синглу «The Sign», а також було включено до перевидання Happy Nation того ж року. Їх версія посіла перше місце в Канаді, четверте місце в США і п’яте місце у Великій Британії. Це була третя за популярністю пісня в США влітку 1994 року.
Після величезного успіху європейського дебютного альбому гурту Happy Nation американський лейбл Arista захотів випустити його з кількома новими треками для ринку США. Вони запропонували Ace of Base зробити кавер на версію пісні "Don't Turn Around" британської реггі-групи Aswad 1988 року. Вона була записана і створений на Tuff Studios у Гетеборзі, Швеція.
Ця версія гурту також містила реп-сегмент, зроблений учасником гурту Ульфом Екбергом.